# Nahoreanî, Camenița
Nahoreanî (în ucraineană Нагоряни) este un sat în comuna Dovjok din raionul Camenița, regiunea Hmelnîțkîi, Ucraina.

## Demografie
Componența lingvistică a localității Nahoreanî
     Ucraineană (98,45%)
     Rusă (1,29%)
     Alte limbi (0,26%)
Conform recensământului din 2001, majoritatea populației localității Nahoreanî era vorbitoare de ucraineană (98,45%), existând în minoritate și vorbitori de rusă (1,29%).